# Боровец (местност)
Вижте пояснителната страница за други значения на Боровец.
Боровец е местност край Варна.
Тя е вилна местност на морската столица с население от 1252 д. за 2005 г.  Към 2024 г. реално живеещите са над 7 жители . 
Отстои на 3,5 km южно от квартал Аспарухово и практически се слива с квартал Галата. Част е от район Аспарухово. Около него растат иглолистни гори, откъдето носи и името си. Има прекрасна панорамна гледка към Варненския залив и към самото море. В близост до него се намира местността Паша дере, известна с дивата си природа и романтични заливи, както и курортите Черноморец и Фичоза.
През 2012 г. Боровец получава статут на селищно образувание. Обслужва се от автобусни линии 46 и 17А/46.